# Вернігеродське графство
Вернігеродське графство (нім. Grafschaft Wernigerode) — графство Священної Римської імперії, яке виникло в районі Гарцгау колишнього Саксонського герцогства, в північній частині гірського хребта Гарц. Комітальна резиденція знаходилася в місті Вернігероде, що зараз є частиною Саксонії-Ангальт, Німеччина. З 1429 року до його медіатизації до Прусського королівства в 1806 році, графство було під владою аристократичного роду Штольбергів.